# Ga Lương Sơn (đường sắt Hà Nội – Quan Triều)
Ga Lương Sơn là một nhà ga xe lửa tại phường Lương Sơn (phường) thành phố Sông Công (thành phố) tỉnh Thái Nguyên. Nhà ga là một điểm của đường sắt Hà Nội - Quan Triều và nối với ga Phổ Yên với ga Lưu Xá.
| Ga trước Phổ Yên | Đường sắt Việt Nam Đường sắt Hà Nội - Quan Triều | Ga sau Lưu Xá |